# Liste der Biografien/Stran
Liste der Biografien |
Portal Biografien |
Personensuche
# |
A |
B |
C |
D |
E |
F |
G |
H |
I |
J |
K |
L |
M |
N |
O |
P |
Q |
R |
S |
T |
U |
V |
W |
X |
Y |
Z |
?
 
Sa |
Sb |
Sc |
Sd |
Se |
Sf |
Sg |
Sh |
Si |
Sj |
Sk |
Sl |
Sm |
Sn |
So |
Sp |
Sq |
Sr |
Ss |
St |
Su |
Sv |
Sw |
Sy |
Sz
 
Sta |
Ste |
Sth |
Sti |
Stj |
Stl |
Sto |
Str |
Sts |
Stt |
Stu |
Stv |
Stw |
Sty
 
Stra |
Strb |
Stre |
Strg |
Stri |
Strl |
Strm |
Strn |
Stro |
Strp |
Stru |
Stry |
Strz
 
Straa |
Strab |
Strac |
Strad |
Strae |
Straf |
Strag |
Strah |
Strai |
Straj |
Strak |
Stral |
Stram |
Stran |
Strap |
Stras |
Strat |
Strau |
Strav |
Straw |
Strax |
Stray |
Straz
Die Liste der Biografien führt alle Personen auf, die in der deutschsprachigen Wikipedia einen Artikel haben. Dieses ist eine Teilliste mit 154 Einträgen von Personen, deren Namen mit den Buchstaben „Stran“ beginnt.

## Stran

### Strana
- Stranahan, Colin, US-amerikanischer Jazzmusiker
- Stranahan, Farrand Stewart (1842–1904), US-amerikanischer Politiker, Kriegsteilnehmer, Geschäftsmann und Bankier
- Stranahan, Frank (1864–1929), US-amerikanischer Kaufmann, Bankier und Großgrundbesitzer
- Stranahan, James S. T. (1808–1898), US-amerikanischer Politiker

### Stranc
- Štrancar, Tina (* 1985), slowenische Übersetzerin

### Strand
- Strand Gravli, Jonas (* 1991), norwegischer Schauspieler
- Strand Larsen, Jørgen (* 2000), norwegischer Fußballspieler
- Strand Nilsen, Harald Christian (* 1971), norwegischer Skirennläufer
- Strand, Andreas (1889–1958), norwegischer Turner
- Strand, Embrik (1876–1947), norwegischer Entomologe, Arachnologe und Hochschullehrer
- Strand, Hans (* 1955), schwedischer Natur- und Landschaftsfotograf
- Strand, Kjetil (* 1979), norwegischer Handballspieler
- Strand, Lars Iver (* 1983), norwegischer Fußballspieler
- Strand, Lennart (1921–2004), schwedischer Mittelstreckenläufer
- Strand, Les (1925–2001), US-amerikanischer Jazzmusiker
- Strand, Marit Knutsdatter (* 1992), norwegische Politikerin
- Strand, Mark (1934–2014), US-amerikanischer Dichter
- Strand, Paul (1890–1976), US-amerikanischer FotografPaul Strand (1890–1976)

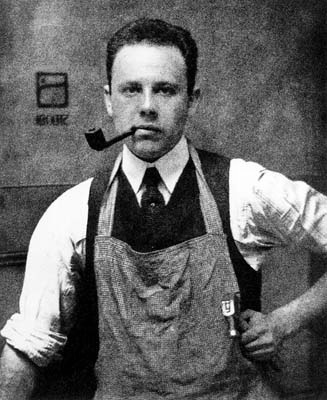
Paul Strand (1890–1976)

- Strand, Roar (* 1970), norwegischer Fußballspieler
- Strand, Silas, schwedischer Kinderdarsteller
- Strand, Sølve Jokerud (* 2000), norwegischer Skispringer
- Strand, Staffan (* 1976), schwedischer Hochspringer
- Strand, Stig (* 1956), schwedischer Skirennläufer
- Strand, Tove (* 1946), norwegische Politikerin
- Strand, Ulla (1943–2007), dänische Badmintonspielerin
- Strandberg, Britt (* 1934), schwedische Skilangläuferin
- Strandberg, Carl Wilhelm August (1818–1877), schwedischer Autor und Journalist
- Strandberg, Carlos (* 1996), schwedischer Fußballspieler
- Strandberg, Claus (1948–2004), dänischer Schauspieler
- Strandberg, Göran (* 1949), schwedischer Jazzpianist
- Strandberg, Helmer (* 1905), schwedischer Radrennfahrer
- Strandberg, Lennart (1915–1989), schwedischer Sprinter
- Strandberg, Mats (* 1976), schwedischer Schriftsteller
- Strandberg, Rolf (1937–2011), schwedischer Skispringer
- Strandberg, Stefan (* 1990), norwegischer Fußballspieler
- Stranden, Erling (* 1949), norwegischer Skispringer
- Strandén, Tiia (* 1970), finnlandschwedische Literaturvermittlerin, Direktorin des Finnish Literature Exchange
- Strandes, Justus (1859–1930), deutscher Übersee-Kaufmann und Politiker, MdHB
- Strandhäll, Annika (* 1975), schwedische Politikerin (Sozialdemokratische Arbeiterpartei Schwedens), Regierungsmitglied ab 2014
- Strandiger, Otto Lorentzen († 1724), deutscher Theologe und Separatist
- Strandli, Are (* 1988), norwegischer Ruderer
- Strandli, Sverre (1925–1985), norwegischer Hammerwerfer
- Strandlund, Maria (* 1969), schwedische Tennisspielerin
- Strandman, Otto August (1875–1941), estnischer Diplomat und Politiker, Mitglied des Riigikogu
- Strandmann, Gustav Ernst von (1742–1803), russischer General und Gouverneur
- Strandmann, Karl Eduard (1867–1946), schwedischer Architekt
- Strandmann, Otto von (1746–1827), russischer Generalleutnant
- Strandt, Benno (1907–1995), deutscher Dichter und Liedtexter, Hamburger Lied
- Strandvall, Matias (* 1985), finnischer Skilangläufer

### Strane
- Straneo, Valeria (* 1976), italienische Langstreckenläuferin

### Strang
- Strang, Christian (* 1977), deutscher Szenenbildner, Architekt und Hochschuldozent
- Strang, Colin, 2. Baron Strang (1922–2014), britischer Peer, Hochschullehrer und Politiker (parteilos)
- Strang, David (* 1968), britischer Mittelstreckenläufer
- Strang, Deborah (* 1950), US-amerikanische Schauspielerin und Synchronsprecherin
- Strang, Gavin (* 1943), britischer Politiker (Labour), Mitglied des House of Commons
- Strang, Gerald (1908–1983), US-amerikanischer Komponist
- Strang, Gilbert (* 1934), US-amerikanischer Mathematiker und HochschullehrerGilbert Strang (* 1934)

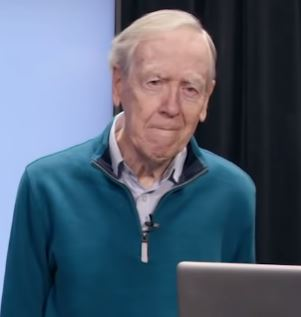
Gilbert Strang (* 1934)

- Sträng, Gunnar (1906–1992), schwedischer Politiker und Finanzminister
- Strang, Heinrich (1896–1956), deutscher Politiker (NSDAP), MdR
- Strang, Michael L. (1929–2014), US-amerikanischer Politiker
- Strang, Pekka (* 1977), finnlandschwedischer Schauspieler und Theaterregisseur
- Strang, Peter (1936–2022), deutscher Plastiker
- Strang, Ruth (1895–1971), US-amerikanische Entwicklungspsychologin und Professorin
- Strang, Samuel T. (1856–1921), US-amerikanischer Organist und Komponist
- Strang, William (1859–1921), britischer Maler und Grafiker des Realismus
- Strang, William (1878–1916), schottischer Fußballspieler
- Strang, William, 1. Baron Strang (1893–1978), britischer Diplomat
- Strangas, Johannes (* 1947), deutsch-griechischer Rechtswissenschaftler und Philosoph
- Strange, Alf (1900–1978), englischer Fußballspieler
- Strange, Allen (1943–2008), US-amerikanischer Komponist, Musiktheoretiker und -pädagoge
- Strange, Billy (1930–2012), US-amerikanischer Gitarrist, Sänger, Songwriter und Arrangeur im Bereich der Country- und Popmusik
- Strange, Bonnie (* 1986), deutsche Fotografin, Model, Designerin, Sängerin und ModeratorinBonnie Strange (* 1986)

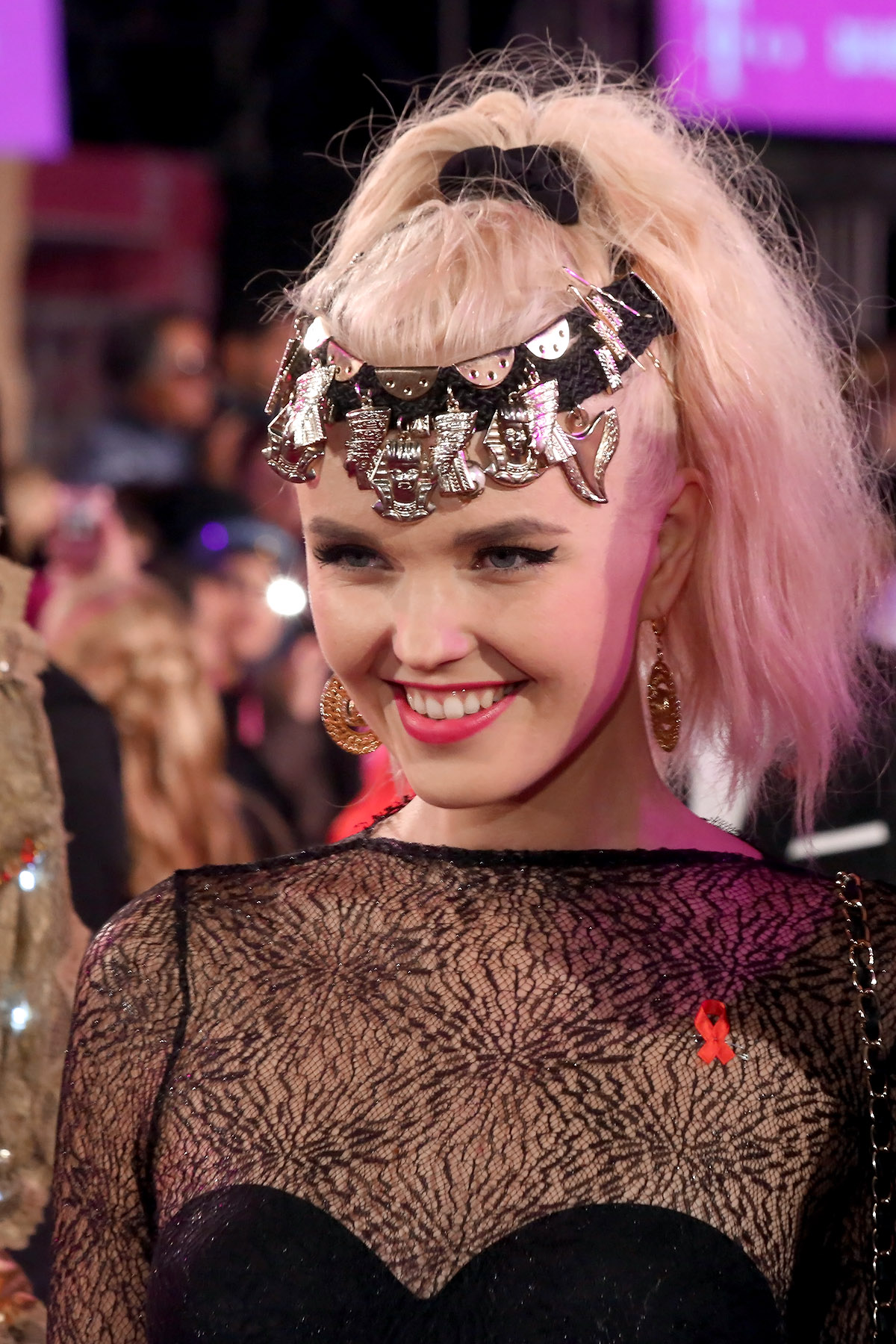
Bonnie Strange (* 1986)

- Strange, Cole (* 1998), US-amerikanischer American-Football-Spieler
- Strange, Curtis (* 1955), US-amerikanischer Golfer
- Strange, George (1880–1961), kanadischer Ruderer
- Strange, Glenn (1899–1973), US-amerikanischer Schauspieler, Sänger und Filmkomponist
- Strange, John (1852–1923), US-amerikanischer Politiker
- Strange, Johnny (* 1988), englischer Freak-Show-Künstler
- Strange, Joseph (1803–1880), deutscher Privatgelehrter, Genealoge und Adelsforscher
- Strange, Luther (* 1953), US-amerikanischer Politiker
- Strange, Mark (* 1961), anglikanischer britischer Bischof
- Strange, Nic (* 1987), walisischer Badmintonspieler
- Strange, Nicholas (* 1947), britischer Ökonom und Autor
- Strange, Rene, britische Unterhaltungskünstlerin
- Strange, Richard (* 1951), britischer Schauspieler und Musiker
- Strange, Robert (1796–1854), US-amerikanischer Politiker
- Strange, Robert (1881–1952), US-amerikanischer Schauspieler
- Strange, Robert (* 1989), britisch-neuseeländischer Schauspieler und Puppenspieler
- Strange, Sarah (* 1974), kanadische Schauspielerin
- Strange, Steve (1959–2015), britischer MusikerSteve Strange (1959–2015)

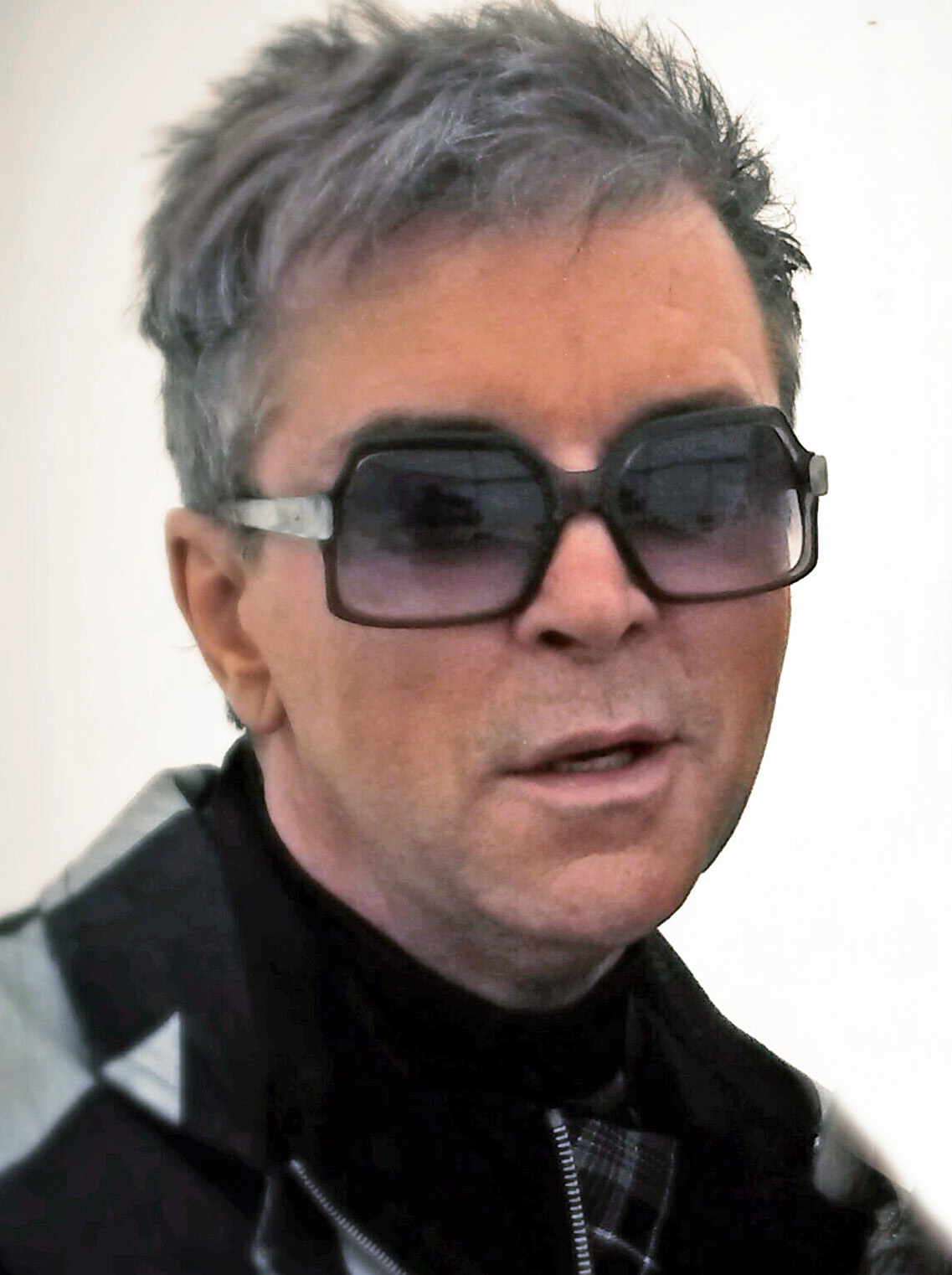
Steve Strange (1959–2015)

- Strange, Susan (1923–1998), britische Sozialwissenschaftlerin
- Strange-Hansen, Martin (* 1971), dänischer Filmregisseur
- Strangelove, Michael (* 1962), kanadischer Medien- und Kommunikationswissenschafter
- Strangemann, Hermann (1912–1985), deutscher Kaufmann im Textil-Einzelhandel
- Stranges, Frank E. (1927–2008), US-amerikanischer evangelikaler Theologe, Ufologe, Autor, Filmproduzent und angeblicher Geheimagent
- Strangfeld, Günter (* 1922), deutscher Boxer
- Stranghöner, Natalie, deutsche Diplom-Ingenieurin im Fachbereich des Bauingenieurwesens
- Strangis, Luigi (* 2001), italienischer Popsänger
- Strangl, Marius (* 1990), deutscher Fußballspieler
- Strangman, Elizabeth, britische Gärtnerin und Pflanzenzüchterin
- Strangmann, Bjoern (* 1965), deutscher Jazzmusiker (Posaune) und Leiter kommunaler Musikschulen
- Strangmeier, Heinrich (1899–1986), deutscher Bibliothekar, Historiker, Herausgeber und Verleger
- Strangmeyer, Kevin (* 2000), deutscher Basketballspieler
- Strangway, David (1934–2016), kanadischer Geophysiker, Wissenschaftsorganisator und Universitätspräsident
- Strangways, Henry (1527–1562), englischer Pirat
- Strangways, Henry (1832–1920), australischer Politiker, Premierminister von South Australia

### Strani
- Stranieri, Nicola (* 1961), italienischer Jazzmusiker (Schlagzeug)
- Stranitzky, Joseph Anton (1676–1726), österreichischer Schauspieler und Theaterdichter

### Strank
- Strank, Michael (1919–1945), US-amerikanischer SoldatMichael Strank (1919–1945)

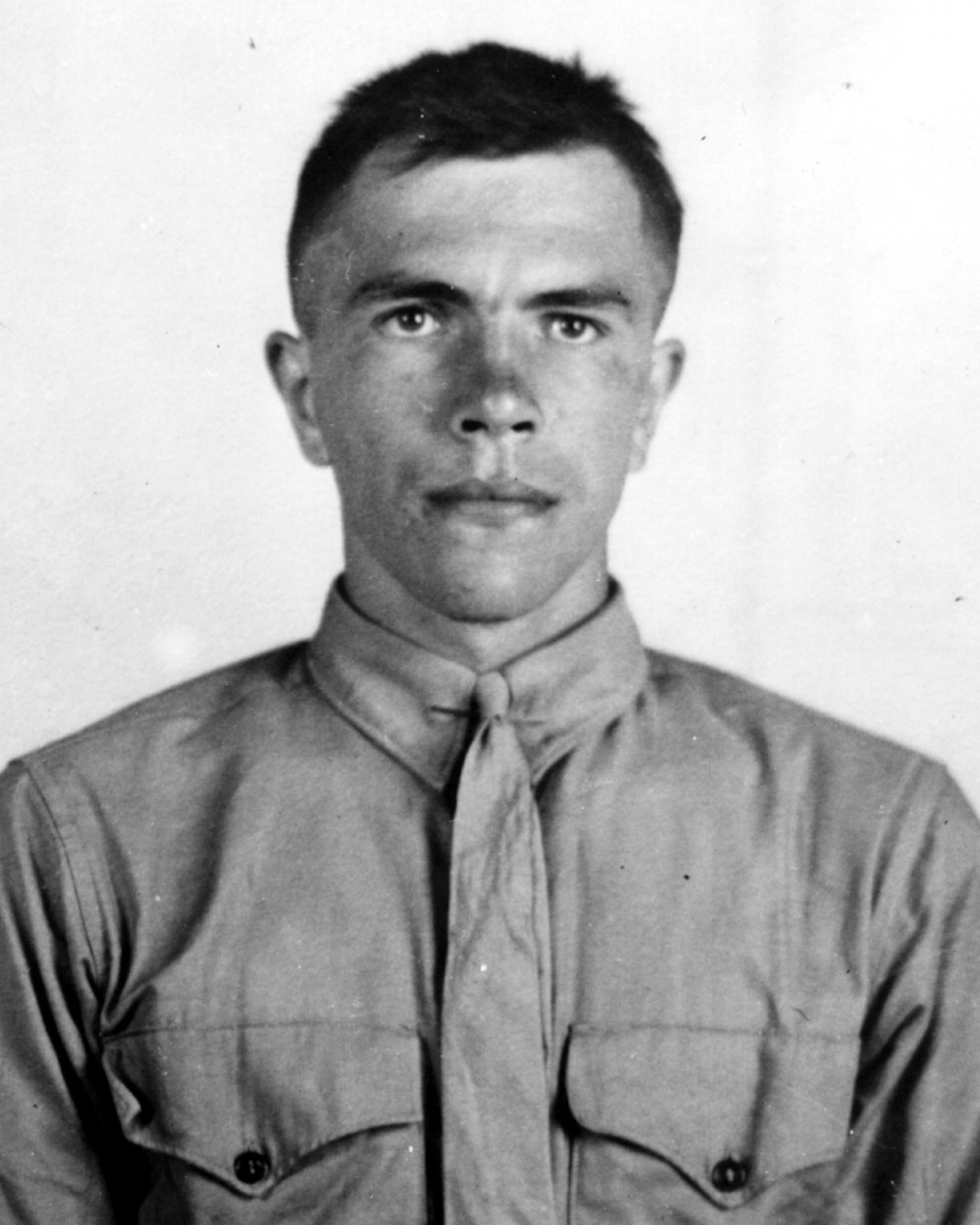
Michael Strank (1919–1945)

- Stranka, Erwin (1935–2014), deutscher Regisseur und Drehbuchautor
- Stranka, Heinrich (1922–1983), deutscher Rechtsanwalt und Kommunalpolitiker (SPD)
- Stranka, Walter (1920–1992), deutscher Lyriker, Hörspiel- und Fernsehautor
- Strankmann, Oliver (* 1986), deutscher Triathlet
- Strankmüller, Emil (1902–1988), tschechoslowakischer Offizier und Nachrichtendienstler

### Strann
- Strannegård, Tom (* 2002), schwedischer Fußballspieler
- Stranner, Günther (* 1967), österreichischer Skispringer

### Strano
- Strano, Dino, italienischer Stuntman und Schauspieler
- Straňovský, Martin (* 1985), slowakischer Handballspieler

### Strans
- Stranski, Georgi (1847–1904), bulgarischer Revolutionär und Politiker
- Stranski, Iwan (1897–1979), deutscher Physikochemiker
- Stranski, Iwan Todorow (1886–1959), bulgarischer Agrarwissenschaftler
- Stransky, Edeltraud Braun von (1924–2023), deutsche Malerin, Mosaikkünstlerin und Kunstpädagogin
- Stransky, Erwin (1877–1962), österreichischer Psychiater
- Stransky, Ferdinand (1904–1981), österreichischer Maler
- Stránský, Jiří (1931–2019), tschechischer Schriftsteller, Drehbuchautor, Dramatiker und Übersetzer
- Stránský, Josef (1872–1936), böhmischer Dirigent, Kunsthändler und -sammler
- Stransky, Lars Michael (* 1966), deutscher Hornist
- Stránský, Oldřich (1921–2014), tschechischer Holocaustüberlebender und NS-Opfervertreter
- Stransky, Otto (1889–1932), österreichischer Operetten-, Revue- und Filmkomponist
- Stránský, Pavel Benedikt (* 1978), tschechischer altkatholischer Bischof
- Stransky, Vladan (* 1973), tschechisch-australischer Eishockeyspieler

### Strant
- Strantz, Carl Friedrich Ferdinand von (1774–1852), österreichischer und preußischer Offizier
- Strantz, Ferdinand von (1821–1909), deutscher Militär, Theaterschauspieler, Sänger und Opernregisseur
- Strantz, Friedrich Ferdinand von (1741–1793), preußischer Major und Ritter des Ordens Pour le Mérite
- Strantz, Friedrich von (1829–1897), preußischer Generalleutnant
- Strantz, Friedrich von (1832–1909), preußischer Generalleutnant
- Strantz, Gustav Adolf von (1784–1865), preußischer Generalleutnant, Kommandant der Festung Neiße
- Strantz, Hans von (1739–1815), preußischer Generalmajor, Rittergutsbesitzer
- Strantz, Hermann von (1853–1936), preußischer General der Infanterie
- Strantz, Job Ferdinand von (1937–2012), deutscher Rechtsanwalt
- Strantz, Karl von (1783–1865), preußischer Generalleutnant
- Strantz, Karl von (1820–1895), preußischer Generalleutnant
- Strantz, Louise von (1823–1909), deutsche Sängerin, Dichterin und Komponistin
- Strantz, Ludolf von (1660–1723), brandenburgisch-preußischer Junker, Landmarschall und Landrat
- Strantz, Ludwig von (1780–1856), preußischer Generalleutnant
- Strantzen, Gerd (1897–1958), deutscher Hockeyspieler

### Stranz
- Stranz, Fred (1893–1955), deutscher Schauspieler, Regisseur und Drehbuchautor beim Stummfilm
- Stranz, Herbert (1930–2001), deutscher Architekt
- Stranz, Martin (1890–1976), deutscher Rechtsanwalt
- Stranz, Steffen (* 1960), deutscher Judoka
- Stranz, Ulrich (1946–2004), deutscher Komponist
- Stranzinger, Karin (* 1971), deutsche Leichtathletin
- Stranzl, Martin (* 1980), österreichischer FußballspielerMartin Stranzl (* 1980)

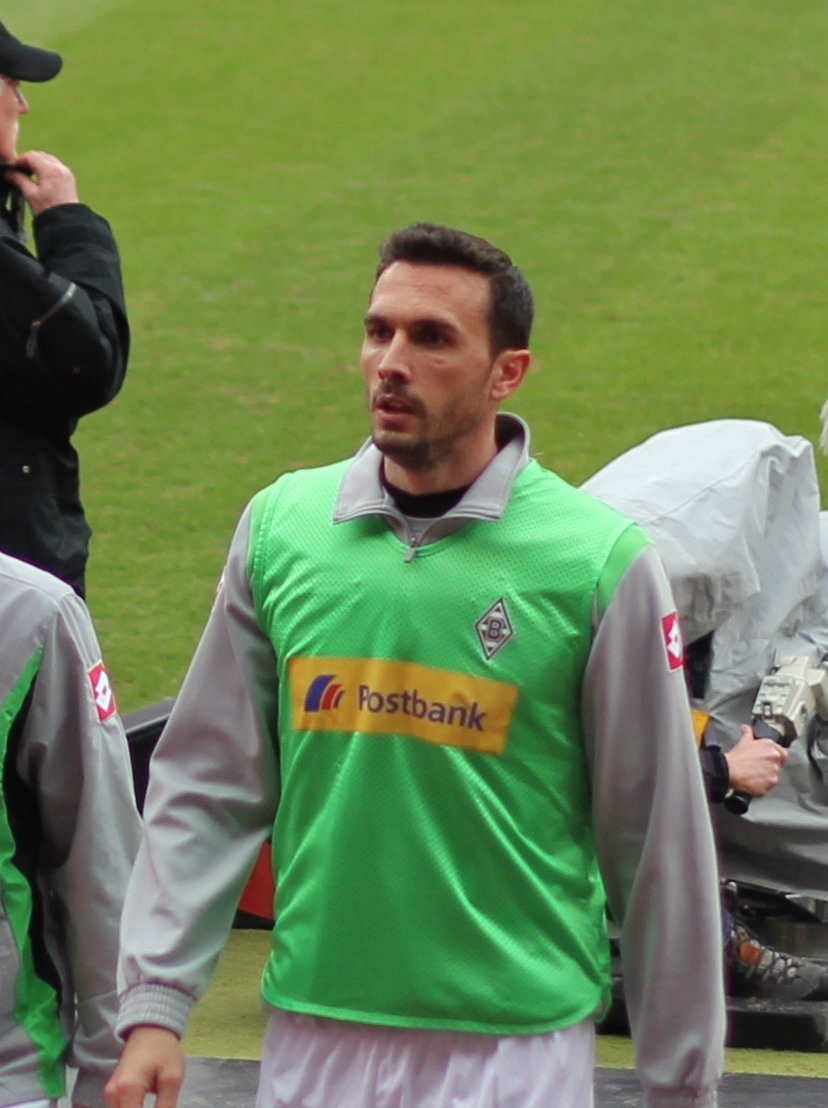
Martin Stranzl (* 1980)

- Stranzl, Nicole (* 1994), österreichische Schriftstellerin